# Marooned
|  | No s'ha de confondre amb Marooned (pel·lícula). |

Marooned és una cançó del grup britànic de rock progessiu Pink Floyd, editada en l'àlbum The Division Bell de 1994 i a l'àlbum de recopilació Echoes: The Best of Pink Floyd de 2001. És l'única cançó de Pink Floyd que ha guanyat un Premis Grammy.

## Composició i enregistrament
La peça va ser composta per Richard Wright i David Gilmour. Té sons que descriuen l'entorn com una illa, com ara els sons de gavines i onades estavellant-se a la riba. Va ser composta mentre tocaven lliurement a bord de l'Astoria a principis de 1993. Gilmour va processar el so de la guitarra amb un pedal DigiTech Whammy a notes de pitch-shift octaves senceres. També es poden escoltar de fons els efectes de guitarra de Gilmour, que recorden la cançó «Echoes». Les parts de piano de cua de Wright (originalment tocades i gravades en un Kurzweil) es van gravar als Olympic Studios de Londres.
David Gilmour ha esmentat que "pràcticament" tot «Marooned» és improvisat i que "probablement va fer tres o quatre passades i va treure els millors trossos de cadascuna".
Per la complexitat i la riquesa musical, aquest tema va tenir un èxit considerable, elegit millor tema instrumental, i es va tocar sovint en els concerts del grup.

## Recepció
Stereogum va opinar que l'instrumental:
| «           | Destaca principalment com una cançó que sona tant com Pink Floyd com qualsevol altra cosa en els seus llançaments de mitjans dels anys 70. La cançó s'arrela als familiars contrapunts de guitarra melòdica solitària de Gilmour que s'enfilen a través de l'estat d'ànim característic d'ambientació i base del treball de bateria de Mason i les inestimables desviacions del teclat de Wright. | » |
| — Steregoum | |   |

En contrast, Vulture va escriure:
| «         | [m]arooned és com et sents escoltant aquest solo de guitarra pàl·lid de cinc minuts i trenta segons. | » |
| — Vulture | |   |

Aquesta peça instrumental va guanyar el Premi Grammy a la millor interpretació instrumental de rock als 37ns Premis Grammy l'any 1995.

## Actuacions en viu
Aquesta cançó només s'ha tocat en directe tres vegades: en les dues dates a Oslo, Noruega (una de les quals apareix a les funcions addicionals del Pulse DVD) del 1994, a laira "The Division Bell" i al concert benèfic "The Strat Pack", pel 50è aniversari de la guitarra Fender Stratocaster, on Gilmour va tocar la seva Stratocaster "#0001".

## Edicions alternatives
Un fragment de la cançó apareix a Echoes: The Best of Pink Floyd.
El 2014, per al vintè aniversari del llançament original de The Division Bell, es va produir un vídeo musical per a la cançó i es va publicar al lloc web oficial de Pink Floyd així com a la caixa recopilatòria de l'àlbum. Aubrey Powell d'Hipgnosis va dirigir el vídeo, filmant algunes parts a la ciutat abandonada de Pripyat, Ucraïna durant la primera setmana del mes d'abril de 2014. and on the International Space Station.

## Músics
- David Gilmour - teclats, guitarra elèctrica, baix
- Richard Wright - teclats, piano, orgue
- Nick Mason - bateria
- Bob Ezrin - claviers, percussións
- Sam Brown, Durga McBroom, Carol Kenyon, Jackie Sheridan - cors